# Quebradillas
Quebradillas è una città di Porto Rico situata sulla costa nord-occidentale dell'isola. L'area comunale confina a est con Camuy, a sud con Lares e San Sebastián e a ovest con Isabela. È bagnata a nord dalle acque dell'oceano Atlantico. Il comune, che fu fondato nel 1772, oggi conta una popolazione di oltre 25 900 abitanti ed è suddiviso in 8 circoscrizioni (barrios). È bagnata dalle acque del fiume Guajataca.